# Beni Altmüller

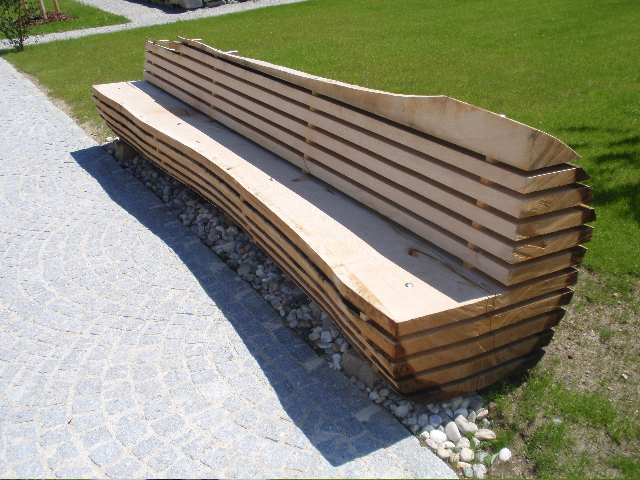
Banc "Hirschbach"

Beni Altmüller (né le 26 mai 1952 à Linz) est un artiste autrichien, travaillant sur différents supports.

## Biographie
Il grandit avec ses grands-parents dans un atelier de tonnelier. Il va à la Höhere Technische Lehranstalt à Steyr. Il étudie ensuite à l'université d'arts et de design industriel de Linz, d'où il sort diplômé en 1977 auprès de Helmuth Gsöllpointner. De 1978 à 1995, il travaille avec Gerhard Bogner sur de l'architecture et du design. De 1983 à 1985, il est le directeur artistique du centre culturel de Lustenau, un quartier de Linz.

## Œuvre
Les tableaux de Beni Altmüller mélangent abstraction et peinture figurative. Les motifs abstraits s'étalent en fond comme des rouleaux de papier peint sur lesquels posent les sujets ou les objets. Le basculement de perspective créent une impression de rêve.